# Joonas Henttala
Joonas Henttala (* 17. September 1991 in Porvoo) ist ein ehemaliger finnischer Rennradprofi, der von 2013 bis Ende 2023 für das Team Novo Nordisk fuhr.

## Sportliche Laufbahn
Joonas Henttala wurde in den Jahren 2011 und 2014 jeweils Zweiter der finnischen Straßenmeisterschaften, erreichte 2020 den dritten Platz und wurde 2021 Finnischer Straßenmeister. Seine aktive Karriere beendete Henttale am 31. Dezember 2023.

## Erfolge
2009
- Finnischer Junioren-Meister – Straßenrennen

2021
- Finnischer Meister – Straßenrennen

## Privates
Im Oktober 2019 heirate Henttala die finnische Rennradfahrerin Lotta Henttala, geborene Lepistö, mit der er einen gemeinsamen Sohn hat.